# Poecilochorema evansi
Poecilochorema evansi är en nattsländeart som först beskrevs av Mosely in Mosely och Douglas E. Kimmins 1953.  Poecilochorema evansi ingår i släktet Poecilochorema och familjen Hydrobiosidae. Inga underarter finns listade i Catalogue of Life.